# Santiago el Pinar
Santiago el Pinar est une municipalité du Chiapas, au Mexique. Elle couvre une superficie de 17,76 km2 et compte 3 684 habitants en 2015.